# Diadegma amphipoeae
Diadegma amphipoeae är en stekelart som beskrevs av Kusigemati 1993. Diadegma amphipoeae ingår i släktet Diadegma och familjen brokparasitsteklar. Inga underarter finns listade i Catalogue of Life.